# 98. п. н. е.

## Рођења
- Публије Нигидије Фигул